# Perchelīzār
Perchelīzār (persiska: پرچلیزار, Perchelehzār) är en ort i Iran.   Den ligger i provinsen Khuzestan, i den centrala delen av landet, 600 km söder om huvudstaden Teheran. Perchelīzār ligger 298 meter över havet och antalet invånare är 211.
Terrängen runt Perchelīzār är huvudsakligen platt, men åt nordost är den kuperad. Runt Perchelīzār är det ganska tätbefolkat, med 62 invånare per kvadratkilometer. Närmaste större samhälle är Behbahān, 9,0 km sydost om Perchelīzār. Trakten runt Perchelīzār består till största delen av jordbruksmark.